# Symbole Wyspy Księcia Edwarda
Oficjalne symbole prowincji Wyspy Księcia Edwarda
| Motto | Motto |
| --- | --- |
| Parva sub ingenti Mali chronieni przez wielkich Aluzja do wiersza Wergiliusza: (...) etiam Parnasia laurus parua sub ingenti matris se subicit umbra (Georg. II, 18-19). | |
| Flaga | |
| Wyspa Księcia Edwarda | Białe tło z biało-czerwonym szlaczkiem na trzech krawędziach (z pominięciem krawędzi masztowej). W górnej części angielski heraldyczny złoty lew na czerwonym tle. W takiej samej formie wyobrażony jest na godle księcia Kent, od którego imienia, księcia Edwarda, wyspa wzięła swą nazwę (w 1799 roku). W dolnej części na trawiastej łące cztery dęby. Po lewej rozrośnięty, symbolizuje Anglię, trzy młode z prawej symbolizują trzy hrabstwa Wyspy Księcia Edwarda. |
| Herb | |
| | Dwudzielną tarczę herbową posiadającą te same motywy co flaga prowincji podpierają dwa srebrne lisy. Dziś bardzo rzadko spotykane w stanie dzikim, niegdyś licznie występujące na wyspie. Cenne futra lisów były pożądanym towarem na światowych rynkach. W początkach XX w. lisy zostały udomowione, a hodowle tych zwierząt stały się ważną gałęzią gospodarki wyspiarskiej. Lis z lewej strony ma na szyi wieniec z kwiatów krzaków ziemniaczanych, z prawej z sieci rybackiej. Oba symbolizują dwie najistotniejsze dziedziny gospodarki wyspiarskiej. Godło zwieńcza złoty hełm z biało-czerwonym pióropuszem – barwy Kanady. Hełm jest symbolem suwerenności prowincji. Na hełmie na biało-czerwonej poduszce stoi ptak – modrosójka błękitna w koronie, symbolizującej urząd gubernatora porucznika. Ptak trzyma w dziobie liść dębu. Tarcza i podbieracze umieszczone są na trawiastym wzgórku zawierającym następujące elementy graficzne symbolizujące grupy mieszkańców wyspy: ośmioramienna gwiazda symbolizująca pierwszych mieszkańców wyspy – Indian Mikmaków (Mi'kmaq, Micmac) - motyw często pojawiający się w indiańskich haftach, róże – symbolizujące mieszkańców pochodzenia angielskiego i lilie frankofońskiego oraz bezpośrednio obejmujące dolny fragment tarczy dwa kwiaty Lady Slippers. Godło od dołu obejmuje szarfa z mottem prowincjonalnym. Herb nadany został 30 maja 1905 roku i wzorowany był na pieczęci z 1769 roku. Obecna wersja herbu od 2002 roku. |
| Symbole zwierzęce i roślinne | |
| | Modrosójka błękitna (Cyanocitta cristata), Blue Jay – ptak wielkości gołębia o niebieskim upierzeniu. Występuje powszechnie na całym północno-wschodnim obszarze Ameryki Północnej. Jako symbol zaadaptowany w 1977 po powszechnym plebiscycie. |
| | Cypripedium acaule – Lady Slipper – kwiat rosnący w zacienionych wilgotnych miejscach, a kwitnący w maju i czerwcu, powszechnie spotykany na wyspie. Jako oficjalny symbol zaadaptowany w 1947 r. |
| | Dąb czerwony Quercus rubra – drzewo spotykane na wyspie. Jego twarde drewno znakomicie nadaje się do wyrobu mebli. Niegdyś porastające całą wyspę, współcześnie stosunkowo rzadkie. Na wyspie ciągle istnieje niewielka liczba dębowych lasów i zagajników, będących rezerwatami przyrody. Jako oficjalny symbol zaadaptowany w 1534. |
| Symbol mineralny | |
| | Gleba – żelazista, czerwona w barwie, uważana jest za największe bogactwo naturalne wyspy. Łatwa w kultywacji i żyzna, pozwala na uprawę różnorodnych roślin, w tym ziemniaków, z których słynie wyspa. |
| Tartan | |
| | Szkocka krata – zaprojektowana i pierwszy raz utkana przez lokalną rzemieślniczkę Jean Reed, zaadaptowana oficjalnie w 1960. Kolory symbolizują - czerwono-brązowy – gleba - zielony – roślinność - biały – piana morska - złoty – słońce |
| Tablica rejestracyjna pojazdów | |
| | Typ 1: SloganConfederation Bridge – Most Konfederacji Element graficznyWizerunek mostu z lotu ptaka |
| | Typ 2: SloganBirtplace of Confederation – Miejsce urodzin Konfederacji Element graficznyFasada budynku, w której odbyła się konferencja w Charlottetown |